# Option (finansiering)
En option er en finansiel kontrakt, et værdipapir, der giver den ene part (køber) en ret, men ikke en pligt, til at købe (eller sælge) et givet aktiv, f.eks. en aktie, til en bestemt pris (aftalekursen), på eller før et bestemt tidspunkt i fremtiden (udløbsdatoen). For denne ret betales en optionspræmie til den anden part (sælger eller udsteder), der således forpligter sig til at handle aktivet til den aftalte kurs, hvis køber ønsker det, uanset hvad spotkursen må være på udnyttelsestidspunktet. Præmien udregnes på baggrund af bl.a. aktivets nuværende kurs, aftalekursen, forventningen til kursudviklingen, løbetiden og de gældende rentesatser.
En option betragtes som et derivat, idet dens værdi afhænger af værdien af det underliggende aktiv. Det underliggende aktiv er ikke begrænset til værdipapirer men kan være alt, der kan handles, f.eks. valuta, et aktieindeks (dvs. en gennemsnitskurs for et antal aktier), ædelmetaller, råvarer eller færdigvarer.

## Terminologi
En call-option giver køberen af optionen retten til at købe et aktiv, og tilsvarende sælgeren en forpligtelse til at sælge, hvis køberen ønsker at udnytte optionen. Omvendt giver en put-option køberen retten til at sælge et aktiv og sælgeren en forpligtelse til at købe.
Man sondrer primært mellem europæiske optioner, der kun kan udnyttes på udløbsdatoen, og amerikanske optioner, der kan udnyttes på et vilkårligt tidspunkt frem til udløbsdatoen, dog kun én gang. En mellemting er Bermuda-optioner, der kan udnyttes på udvalgte dage, eksempelvis den første dag i hvert kvartal. Disse kendes fra den konverteringsoptionen i et konverterbart obligationslån.
Hvis spotkursen for det underliggende aktiv i en call-option på et givet tidspunkt er højere end aftalekursen, dvs. der er udsigt til en gevinst, hvis dette fortsat gælder på udnyttelsestidspunktet, da siges optionen at være in-the-money. Hvis spotkursen er meget højere, siges optionen at være deep in the money. Er spotkurs og aftalekurs den samme, er optionen at the money. Hvis endelig spotkursen er lavere, dvs. køber vil ikke udnytte optionen, hvis dette fortsat gælder på udløbsdatoen, da siges optionen at være out of the money. For put-optioner gælder det omvendt, dvs. at spotkurs er lavere end aftalekurs, når optionen er in the money.